# Serginho Schiochet
Sérgio Luis Schiochet, meglio noto come Serginho Schiochet o Serginho Bigode (Piratuba, 27 ottobre 1960), è un allenatore di calcio a 5 ed ex giocatore di calcio a 5 brasiliano, campione del mondo con la nazionale brasiliana nel 1992.

## Biografia
È il padre di Murilo, anch'egli giocatore di calcio a 5.

## Carriera
Serginho ha partecipato alla spedizione al FIFA Futsal World Championship 1992 dove i verdeoro si sono confermati campioni del mondo. Si tratta dell'unica rassegna mondiale disputata dal difensore. Nel luglio 2014 viene nominato commissario tecnico della Seleçao al posto dell'esonerato Ney Pereira.

## Palmarès
- Campionato mondiale: 1
Hong Kong 1992